# Henry Porter (Journalist)

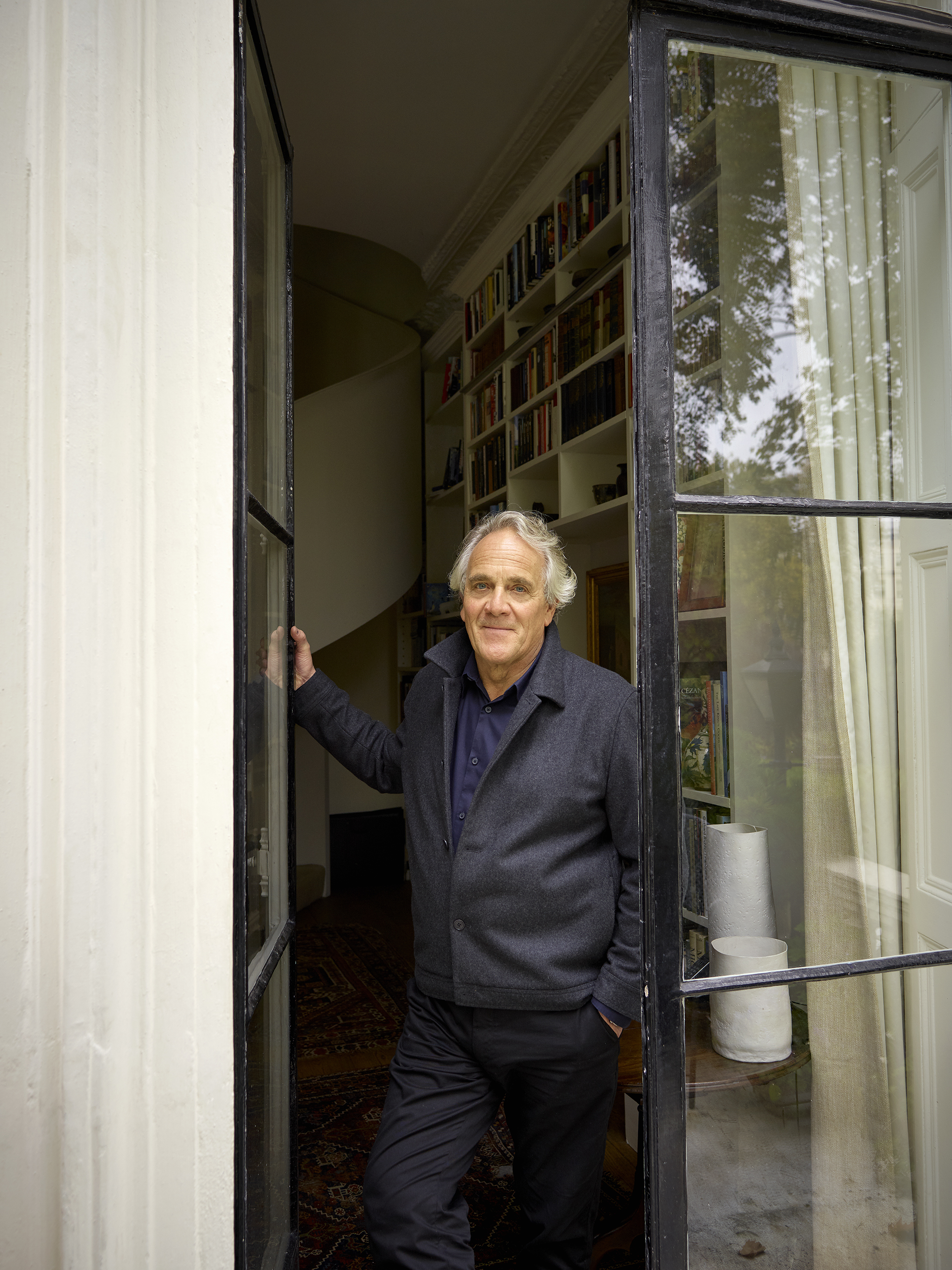
Henry Porter

Henry Porter (* 1953) ist ein englischer Schriftsteller und Journalist.

## Leben
Porter, der regelmäßig Kommentare und Berichte für die britischen Zeitungen Guardian, The Observer, den Evening Standard und den The Sunday Telegraph verfasst, ist Korrespondent des US-amerikanischen Magazins Vanity Fair. Er lebt mit seiner Ehefrau in London.
Porter verfasst seit einigen Jahren Unterhaltungsliteratur, die im Geheimdienstmilieu spielt. Sein Debütroman, der Thriller Am elften Tag, zur elften Stunde, war sowohl in Großbritannien als auch in den USA ein Bestseller. Seine Werke wurden in zahlreiche Sprachen übersetzt.

## Auszeichnungen
- 2005 Ian Fleming Steel Dagger für den besten Thriller der britischen Crime Writers’ Association für Brandenburg (dt.: Brandenburg. Ullstein, Berlin 2006)

## Werke auf Deutsch
- Am elften Tag, zur elften Stunde (Roman), München: Blessing, 2000, ISBN 3-89667-106-5
- Der englische Spion (Roman), München: Goldmann, 2003, ISBN 3-442-35772-1
- Empire State (Roman), Berlin: Ullstein, 2005, ISBN 3-548-26251-1
- Brandenburg (Roman), Berlin: Ullstein, 2006, ISBN 3-548-26400-X
- Meister der 13 Stühle (Jugend-Roman), Loewe Verlag, 2008, ISBN 978-3785563625